# 欧洲遥感卫星
欧洲遥感卫星（英語：European Remote Sensing Satellite，缩写：ERS）是由欧洲空间局研制、发射和运营的地球观测卫星，也是欧洲空间局的第一个地球观测卫星任务，由ERS-1遥感卫星和ERS-2遥感卫星组成。其中，ERS-1运行于1991年7月17日至2000年3月10日，而ERS-2运行于1995年4月21日至2011年9月5日。两颗卫星运行在基本相同的轨道上，高度约782-785千米。ERS任务的总体目标是提供陆地和海洋表面的环境监测，这些监测数据亦用于对海洋、极冰、陆地生态、地质、森林、波浪、水深、大气物理及气象学等方面的研究。

## ERS-1

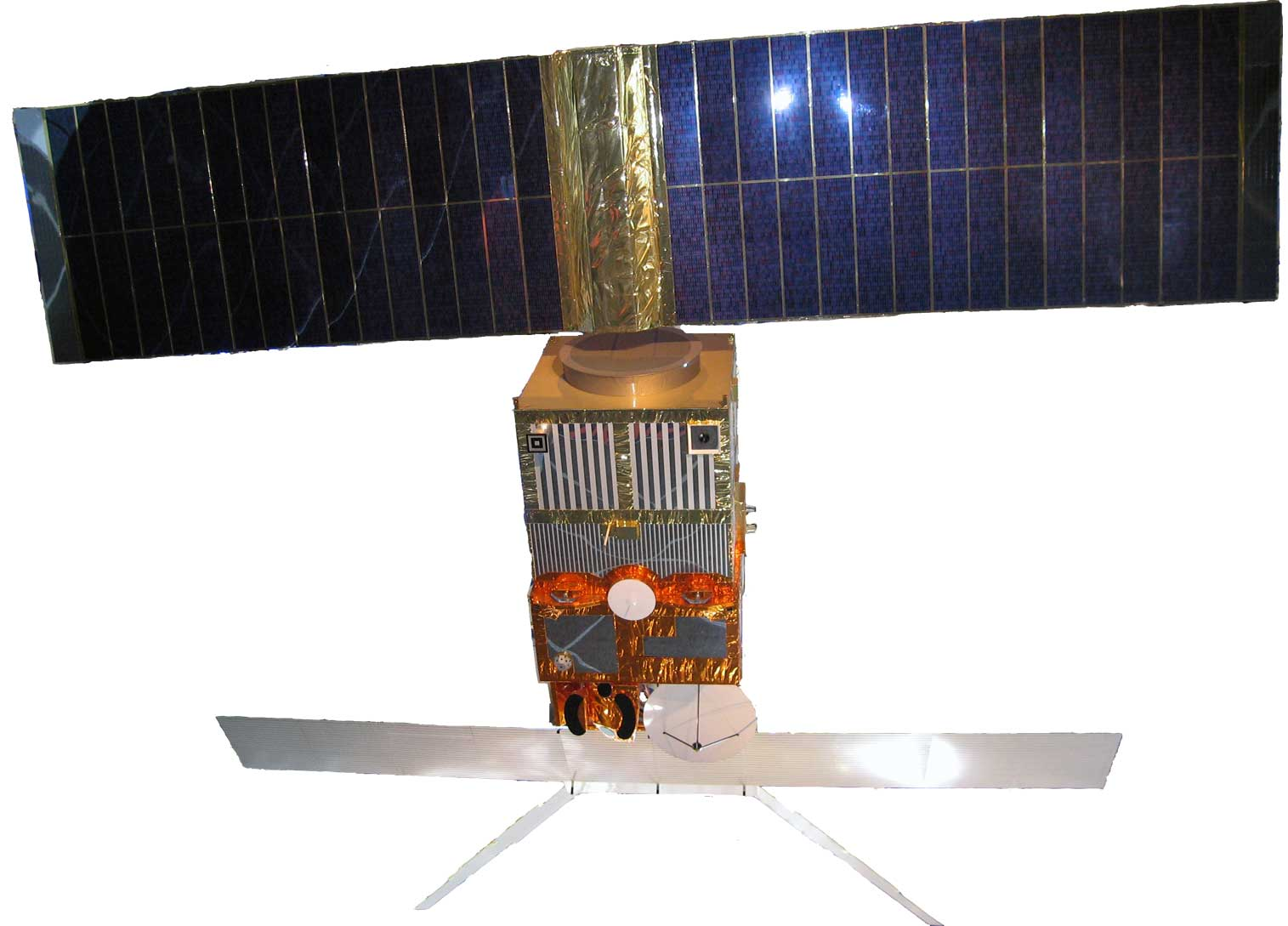
展览于巴黎科学与工业城的ERS-1模型

### 设备
ERS-1的总载荷重888.2千克，搭载有AMI、RA-1、ATSR-1、 LRR、PRARE等设备：
- 有源微波仪器（英語：Active Microwave Instrument，缩写：AMI）
- RA-1型雷达测高计（英語：Radar Altimeter，缩写：RA）
- ATSR-1型沿轨扫描辐射计（英語：Along-Track Scanning Radiometer，缩写：ASTR）
- 微波探测仪（英語：Microwave Sounder，缩写：MS）
- 精密测距测速仪（英語：Precise Range And Range-Rate Equipment，缩写：PRARE）
- 激光逆向反射器（英語：Laser Retro-Reflector，缩写：LRR）

#### 有源微波仪器
有源微波仪器AMI是由法国马特拉·马可尼太空公司制造的雷达装置，其内部装配有两个相互独立的雷达：一个是在执行图像模式和波模式下运作的合成孔径雷达（SAR），另一个是用在风模式下运作散射计（WSC）。在图像模式下，SAR通过发射经相位调制的脉冲，再通过匹配滤波器压缩回波来实现高分辨率的成像。在波模式下，AMI量测的则是因海水表面波引起的雷达反射率的变化，并将测得的雷达图像转换为光谱，从而提供与海洋波浪系统有关的长度与方向信息。在风模式下，散射计使用三个独立的侧视天线来测量海面的风速和风向。值得注意的是，波模式可以与风模式并行运作，但图像模式不能。

#### 雷达测高计
雷达测高计RA-1由反射器、波导馈源、三脚架及支撑结构、喇叭馈电及波导组成的脉冲雷达，工作在频率为12-18GHz的Ku波段，方向指向天底，运行模式分为海洋模式和冰模式。通过RA-1的测量结果，可以确定出如下内容：:402
- 海水面的精确高程（海面地形），可用于对洋流、潮汐和全球大地水准面的研究
- 较大的波高
- 海面风速
- 包括表面地形、冰类型、海/冰边界等与冰有关的参数

### 任务
ERS-1的运行任务可划分为如下任务阶段：
| 编号 | 任务                           | 起始时间（UTC） | 终止时间（UTC） | 重复周期/天 |
| ---- | ------------------------------ | --------------- | --------------- | ----------- |
| A    | 调试阶段                       | 1991年7月25日   | 1991年12月10日  | 3           |
| B    | 第一次测冰任务                 | 1991年12月28日  | 1992年3月30日   | 3           |
| R    | 侧倾实验                       | 1992年4月4日    | 1992年4月13日   | 35          |
| C    | 第一次多学科任务               | 1992年4月14日   | 1993年12月20日  | 35          |
| D    | 第二次测冰任务                 | 1993年12月23日  | 1994年4月10日   | 3           |
| E    | 第一次大地测量任务             | 1994年4月10日   | 1994年9月26日   | 168         |
| F    | 第二次大地测量任务             | 1994年9月28日   | 1995年3月21日   | 168         |
| G    | 第二次多学科任务、串联飞行任务 | 1995年3月21日   | 1996年6月5日    | 35          |

不同任务周期的轨道参数如下：
| 阶段编号 | 任务类型 | 重复周期/天 | 偏心率   | 倾角/°  | 升交点经度/° | 半长轴/m   | 交点周期/s  | 平近点角/° | 近地点辐角/s | 每重复周期绕地圈数 | 总绕地圈数 | 参考文献 |
| -------- | -------- | ----------- | -------- | ------- | ------------ | ---------- | ----------- | ---------- | ------------ | ------------------ | ---------- | -------- |
| A        | 调试     | 3           | 0.001165 | 98.5162 | 223.4279     | 7153138.10 | 6027.906977 | 270.1334   | 90           | 43                 | 1359       | [ 11 ]   |
| B        | 测冰     | 3           | 0.001165 | 98.5162 | 24.3600      | 7153138.10 | 6027.906977 | 270.1334   | 90           | 43                 | 1359       | [ 12 ]   |
| D        | 测冰     | 3           | 0.001165 | 98.5162 | 72.7302      | 7153138.10 | 6027.906977 | 270.1334   | 90           | 43                 | 1547       | [ 13 ]   |
| C        | 多学科   | 35          | 0.001165 | 98.5429 | 243.0078     | 7159495.65 | 6035.928143 | 270.1334   | 90           | 501                | 8849       | [ 14 ]   |
| R        | 侧倾     | 35          | 0.001165 | 98.5429 | 97.8581      | 7159495.65 | 6035.928143 | 270.1334   | 90           | 501                | 166        | [ 15 ]   |
| G        | 串联     | 35          | 0.001165 | 98.5421 | 202.0497     | 7159495.96 | 6035.928144 | 270.1334   | 90           | 501                | 1784       | [ 16 ]   |
| E        | 测高     | 168         | 0.001165 | 98.4913 | 72.7342      | 7147190.68 | 6020.406470 | 270.1334   | 90           | 2411               | 2444       | [ 17 ]   |
| F        | 测高     | 168         | 0.001165 | 98.4913 | 299.7687     | 7147190.68 | 6020.406470 | 270.1334   | 90           | 2411               | 2501       | [ 18 ]   |

#### 侧倾模式任务
ERS-1的卫星主体在进入侧倾模式时，绕切向旋转了9.5度，使合成孔径雷达以35°的入射角进行成像。在侧倾模式中，姿态控制系统的性能与航偏模式（英語：Yaw Steering Mode，缩写：YSM）差异并不显著，两个模式下的角速度、谐波误差和随机误差均相同，仅静态误差有最大约0.05度的细微差异。在滚动过程中，卫星处于精细指向模式（英語：Fine Pointing Mode，缩写：FPM），该模式下航偏角为零，且姿态的参考线是沿垂线方向而非法线方向。
这一操作模式在使用上受到一些限制，因此只能进行一些有限的实验活动，这些限制包括：
- 只能应用在北纬35度至北纬70度之间的区域
- 由于以垂线而非法线为参考，雷达测高计的性能会略微下降
- 无法使用只在航偏模式下运行的风散射计

#### 大地测量任务
ERS-1在1994年4月10日至1995年3月21日执行大地测量任务，分两个阶段（E与F）完成。在执行该任务期间，卫星以168天的重复周期绕地运行。F阶段相较于E阶段，轨道平移了8千米，以获得更密集的格网数据。该任务的首要目标是为用户提供全球性的、连续的RA测高数据，因而ERS-1所执行的大地测量任务基本上也可被当作是雷达测高任务。该任务的次要目标则是对海洋和冰区实现至少一次的完全覆盖，但这需要执行两个循环周期才有可能进行。在执行大地测量任务期间，合成孔径雷达与散射计在名义上继续运作，但在出现意外时则会优先考虑测高计的恢复。

### 結局
2000年3月10日，ERS-1的姿態控制系統因陀螺儀故障而失效，其任務正式宣告結束。

## ERS-2

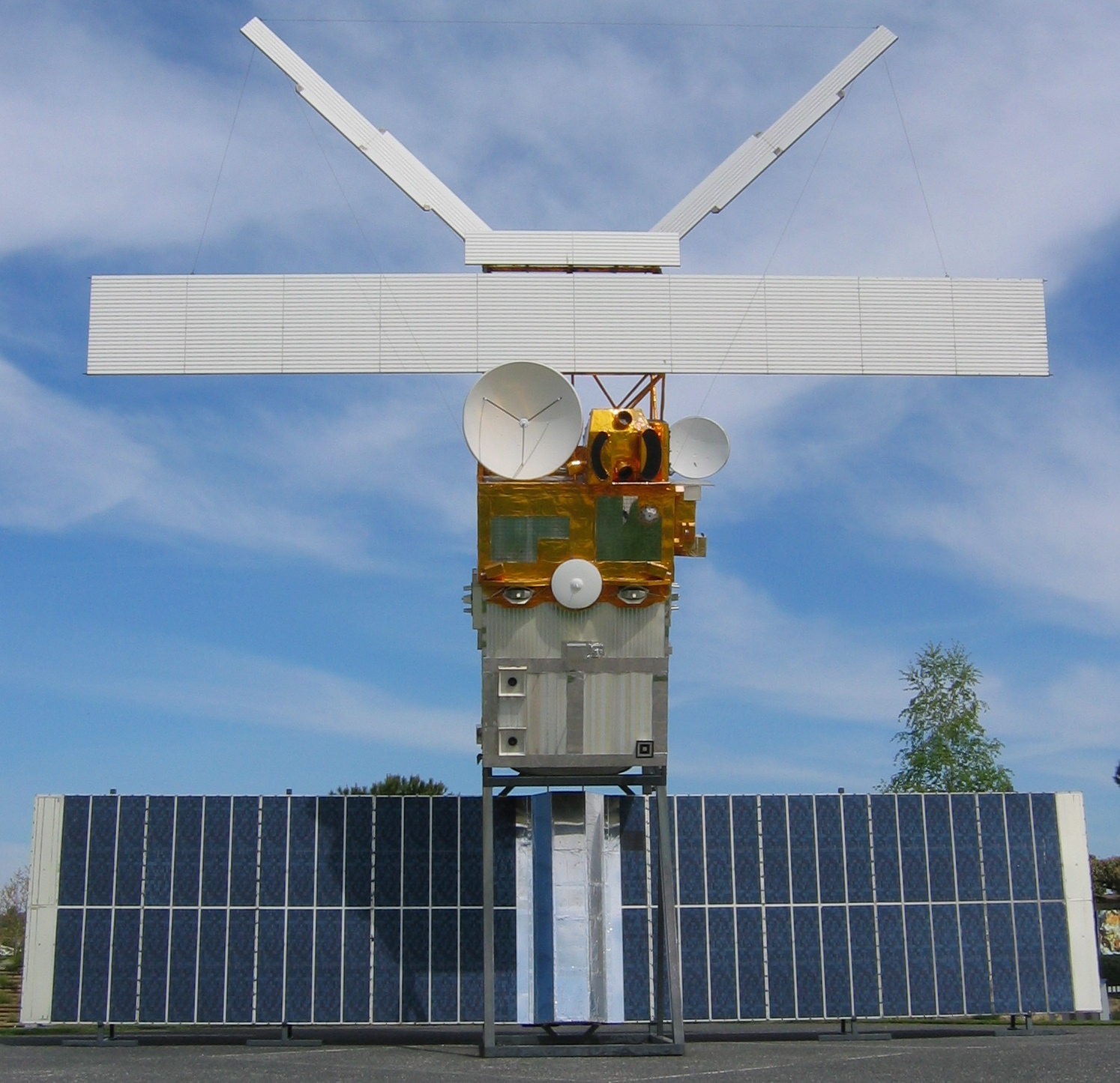
展览于图卢兹太空城的ERS-2模型

1989年，欧洲空间局决定发射一颗新的ERS卫星，以在ERS-1结束寿命后接替ERS任务。ERS-2的结构大体上与ERS-1一致，但携带的设备较ERS-1有了一系列的改进。此外，ERS-2还携带了新的设备GOME，对大气的化学成分（尤其是臭氧成分）进行测量。ERS-2任务自1995年开始，在轨运行16年，期间曾与ERS-1和ENVISAT共同执行串联飞行任务。

### 设备
ERS-2携带的设备大致与ERS-1相同，但新增了用于臭氧监测的GOME，并将原搭载在ERS-1上的ATSR-1更新为了ATSR-2：
- 全球臭氧监测实验设备（英語：Global Ozone Monitoring Experiment，缩写：GOME）
- ATSR-2型沿轨扫描辐射计

#### 全球臭氧监测实验设备
全球臭氧监测实验设备GOME是一种横向扫描的光学双光谱仪，观测方向指向天底。其设计的目标是观察地球表面与地球大气所反射或散射的向上太阳辐射，其测得的光谱包含有物体的吸收特征，从中可以得出与臭氧和其他大气成分有关的定量信息。GOME的光谱范围为240－790纳米，光谱分辨率在紫外波段（UV）为0.2纳米，而在可见-近红外波段（VNIR）为0.4纳米。其分光过程分为两步：首先使用石英棱镜进行预分光处理，将光分散到四个不同的通道中；其次，每个通道内部都配有一个1024像素的线性二极管阵列检测器，以将光信号转化为电信号处理。:407

### 任务
ERS-2只执行多学科任务，类似ERS-1的任务阶段G和C。

### 結局
2024年2月，歐洲太空總署報告ERS-2預計將以不受控制的方式重新進入大氣層，時間為2024年2月16日至2月22日之間的某個時間。2月21日17時17分UTC，該衛星脫離軌道，於阿拉斯加和夏威夷州的太平洋海域上空解體墜入大氣層燃燒殆盡。